# (612901) 2004 XP14
(612901) 2004 XP14 es un asteroide que forma parte de los asteroides Apolo, descubierto el 10 de diciembre de 2004 por el equipo del Lincoln Near-Earth Asteroid Research desde el Laboratorio Lincoln, Socorro, Nuevo México.

## Designación y nombre
Designado provisionalmente como 2004 XP14.

## Características orbitales
2004 XP14 está situado a una distancia media del Sol de 1,051 ua, pudiendo alejarse hasta 1,218 ua y acercarse hasta 0,8849 ua. Su excentricidad es 0,158 y la inclinación orbital 32,95 grados. Emplea 393,887 días en completar una órbita alrededor del Sol.

## Características físicas
La magnitud absoluta de 2004 XP14 es 19,7.